# Milan-San Remo 2011
Le 102e Milan-San Remo a eu lieu le 19 mars 2011 sur un parcours de 298 kilomètres. Il s'agit de la 4e épreuve de l'UCI World Tour 2011. La victoire est revenue pour la première fois à un non-européen, l'Australien Matthew Goss (HTC-Highroad). Il devance lors d'un sprint à huit, le Suisse Fabian Cancellara (Leopard-Trek) et le Belge  Philippe Gilbert (Omega Pharma-Lotto).

## Présentation

### Participants

#### Équipes
L'organisteur RCS Sport a communiqué la liste des équipes invitées le 22 janvier 2011. 25 équipes participent à ce Milan-San Remo - 18 ProTeams et 7 équipes continentales professionnelles : 
- ProTeams : AG2R La Mondiale, Astana, BMC Racing, Euskaltel-Euskadi, Garmin-Cervélo, Lampre-ISD, Liquigas-Cannondale, Movistar, Omega Pharma-Lotto, Leopard-Trek, Quick Step, Rabobank, RadioShack, Saxo Bank-SunGard, HTC-Highroad, Katusha, Sky, Vacansoleil-DCM
- équipes continentales professionnelles : Acqua & Sapone, Androni Giocattoli, Cofidis, Colnago-CSF Inox, Farnese Vini-Neri Sottoli, FDJ, Geox-TMC

#### Favoris
Les cinq vainqueurs des sept éditions précédentes sont présents au départ de ce Milan-San Remo : le triple vainqueur de l‘épreuve Óscar Freire (Rabobank) (2004, 2007 et 2010), Alessandro Petacchi (Lampre-ISD) (2005), Filippo Pozzato (Katusha) (2006), Fabian Cancellara (Leopard-Trek) (2008) et Mark Cavendish (HTC-Highroad) (2009).
Philippe Gilbert (Omega Pharma-Lotto), Vincenzo Nibali (Liquigas-Cannondale), Michele Scarponi (Lampre-ISD) et le champion d’Italie Giovanni Visconti (Farnese Vini-Neri Sottoli) très en forme lors du Tirreno-Adriatico figurent parmi les favoris.
Parmi les sprinters, Tyler Farrar (Garmin-Cervélo) et Juan José Haedo (Saxo Bank-SunGard), vainqueurs d’une étape sur Tirreno-Adriatico, ainsi que Heinrich Haussler, deuxième en 2009, le champion du monde Thor Hushovd (Garmin-Cervélo), le Belge Tom Boonen (Quick Step), l'Australien Matthew Goss (HTC-Highroad) et l'Italien Daniele Bennati (Leopard-Trek) sont des prétendants sérieux à la victoire,.

### Parcours
Le parcours est identique à celui des éditions 2008, 2009  et 2010,.

## Récit de la course
La course s'élance depuis Milan après une minute de silence en mémoire des victimes du séisme et du tsunami qui ont frappé le Japon. Le coureur japonais Takashi Miyazawa, champion national, déploie le drapeau nippon à cette occasion.
Au kilomètre 16, une échappée prend forme, comprenant quatre coureurs : le Belge Nico Sijmens (Cofidis), l'Italien Alessandro De Marchi (Androni Giocattoli), le Russe Mikhail Ignatiev (Katusha) et le Japonais Takashi Miyazawa (Farnese Vini-Neri Sottoli). Leur avance culmine à environ quatorze minutes à 200 km de l'arrivée. C'est le moment choisi par le peloton pour commencer à rouler. Le rythme imposé par le Rabobank et les Sky est important. Au sommet du Turchino, l'écart n'est déjà plus que de sept minutes. Au pied du Manie, à cent kilomètres de l'arrivée, les échappées ne comptent plus que trois minutes d'avance.
La course bascule à l'occasion de cette difficulté. La descente étroite est rendue dangereuse par la pluie. Une première chute retarde le champion du monde Thor Hushovd, Tyler Farrar (Garmin-Cervélo) et Mark Cavendish (HTC-Highroad). L'abandon de Sébastien Rosseler (RadioShack) est aussi à signaler. Dans la descente, c'est le tenant du titre Óscar Freire (Rabobank) qui chute dans un virage. Il peut repartir mais un problème mécanique le retarde aussi. Au pied de la descente, le peloton est morcelé. Deux groupes se sont formés, séparés d'une minute. Le premier est constitué de 44 coureurs dans lequel on retrouve notamment Philippe Gilbert, André Greipel (Omega Pharma-Lotto), Tom Boonen, Sylvain Chavanel (Quick Step), Fabian Cancellara, Daniele Bennati (Leopard-Trek), Filippo Pozzato (Katusha), Matthew Goss (HTC-Highroad), Heinrich Haussler (Garmin-Cervélo), Greg Van Avermaet, Alessandro Ballan (BMC Racing), Alessandro Petacchi (Lampre-ISD), Marco Marcato (Vacansoleil-DCM), Vincenzo Nibali, Peter Sagan (Liquigas-Cannondale) et Yoann Offredo (FDJ). Dans le second groupe, formé de 140 coureurs, sont rejetés Freire, Hushovd, Farrar, Cavendish, Robbie McEwen (RadioShack) ainsi que Michele Scarponi (Lampre-ISD) et Giovanni Visconti (Farnese Vini-Neri Sottoli). L'écart grimpe rapidement à plus de 2 minutes alors que la poursuite démarre entre les deux pelotons. Le premier groupe reprend rapidement De Marchi et Mikhail Ignatiev, isolés devant depuis le Manie. Ce dernier prête alors main-forte à ses coéquipiers, qui menent le groupe avec les BMC Racing. Le groupe Freire-Hushovd revient alors à 1 min 45 s, avant de voir l'écart se stabiliser. Après le Capo Berta, il descend rapidement à 1 min 10 s, mais ne bouge pas jusqu'au pied de la Cipressa.
En tête, Valerio Agnoli (Liquigas-Cannondale) est le premier à attaquer. Il est repris sous l'impulsion de Ballan. Le Français Offredo place une attaque timide avant que l'Ukrainien Yaroslav Popovych (RadioShack) se détache. Il est repris juste après le sommet. Dans le second groupe, l'Italien Scarponi a porté une attaque franche dès le pied de la Cipressa, suivi par Visconti. Au sommet, il a déjà dépassé plusieurs lâchés et pointe seulement à 25 secondes.
La descente de la Cipressa est étroite et rapide. Elle est effectuée en tête par Cancellara, relayé par le Français Steve Chainel (FDJ) qui en profite pour se détacher légèrement. Comme un an auparavant, Offredo attaque dès la fin de la descente et revient sur Chainel, son coéquipier, en compagnie de Stuart O'Grady (Leopard-Trek) et Greg Van Avermaet. Les quatre hommes creusent rapidement un écart de 20 s sur le groupe des favoris au sein duquel Scarponi a effectué son retour. Devant, le travail de Chainel, qui se sacrifie pour son coéquipier, paye et les quatre coureurs entament l'ultime difficulté, le Poggio à dix kilomètres du but, avec 30 secondes d'avance sur le peloton, mené par les Omega Pharma-Lotto.
Après un kilomètre de montée, Van Avermaet s'extrait du quatuor tandis que Chainel craque. Derrière, Gilbert se retrouve isolé après le sacrifice de Greipel. Vincenzo Nibali profite de l'attentisme pour placer une attaque et revient sur Offredo et O'Grady. À proximité du sommet, c'est au tour de Philippe Gilbert d’accélérer. Il emmène avec lui Fabian Cancellara, Alessandro Ballan, Michele Scarponi, Matthew Goss, Marco Marcato et Filippo Pozzato. Ils rattrapent le trio au sommet et basculent avec une quinzaine de secondes de retard sur Van Avermaet. Le groupe suivant qui contient les sprinteurs restant (Haussler, Boonen, Petacchi, Ventoso) est à 30 secondes. Dans la descente, Marcato chute juste devant Ballan et Gilbert mais ceux-ci parviennent à rester dans le groupe. Van Avermaet est repris à 2 500 mètres de l'arrivée. Offredo place alors un contre mais Cancellara bouche facilement le trou. C'est alors Gilbert qui attaque, à moins de deux kilomètres. Cette fois c'est Pozzato qui permet au groupe de recoller au prix d'un gros effort. À la flamme rouge, ils ne sont plus que huit en lice pour la victoire : Cancellara, Gilbert, Goss, Pozzato, Scarponi, Ballan, Offredo et Nibali. Ce dernier tente de partir de loin mais est repris par Offredo qui se voit contraint d'emmener le sprint. Scarponi est le premier à déboîter, suivi par Gilbert mais c'est finalement Goss, le dernier sprinteur présent, qui s'impose tandis que Cancellara prend la deuxième place devant Gilbert. Matthew Goss remporte ainsi la 102e édition de Milan-San Remo. C'est le premier non-européen (et le premier Australien) parvenu à remporter cette course, ainsi que le premier du XXIe siècle venant de Paris-Nice.

## Classement final

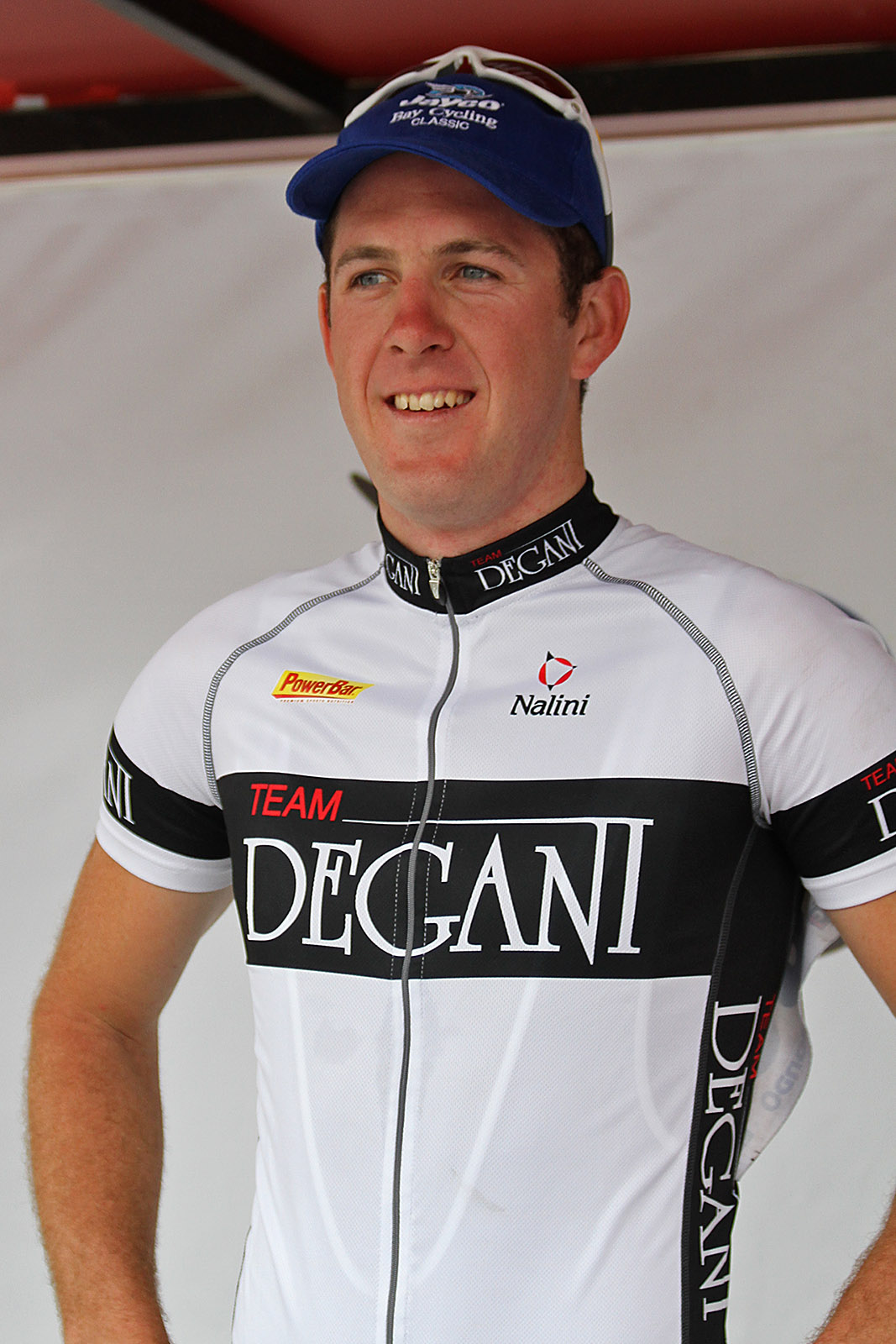
Matthew Goss est le premier non-européen vainqueur de Milan-San Remo.

|    | Coureur           | Pays      | Équipe              |    | Temps           | Points UCI |
| -- | ----------------- | --------- | ------------------- | -- | --------------- | ---------- |
| 1  | Matthew Goss      | Australie | HTC-Highroad        | en | 6 h 51 min 10 s | 100        |
| 2  | Fabian Cancellara | Suisse    | Leopard-Trek        | +  | 0 s             | 80         |
| 3  | Philippe Gilbert  | Belgique  | Omega Pharma-Lotto  |    | 0 s             | 70         |
| 4  | Alessandro Ballan | Italie    | BMC Racing          |    | 0 s             | 60         |
| 5  | Filippo Pozzato   | Italie    | Katusha             |    | 0 s             | 50         |
| 6  | Michele Scarponi  | Italie    | Lampre-ISD          |    | 0 s             | 40         |
| 7  | Yoann Offredo     | France    | FDJ                 |    | 0 s             | -          |
| 8  | Vincenzo Nibali   | Italie    | Liquigas-Cannondale |    | 3 s             | 20         |
| 9  | Greg Van Avermaet | Belgique  | BMC Racing          |    | 10 s            | 10         |
| 10 | Stuart O'Grady    | Australie | Leopard-Trek        |    | 12 s            | 4          |